# Ashot Nadanian
Ashot Nadanian (nacido el 19 de septiembre de 1972, en Bakú, Azerbaiyán) es un jugador de ajedrez armenio; Maestro Internacional con dos normas de Gran Maestro. En la lista de enero de 2010 de la FIDE tiene un ELO de 2433. 
Ha sido entrenador de la Selección de ajedrez  de Kuwait (2000-2001). Actualmente es el entrenador de la Selección de Singapur (2005). 
En 1988 le fue concedido el título de Entrenador de FIDE.
Un sistema de apertura lleva su nombre: la Variante Nadanian de la Defensa Grünfeld (1.d4 Cf6 2.c4 g6 3.Cc3 d5 4.cxd5 Cxd5 5.Ca4).

## Partidas notables
Viktor Bologan (2651) - Ashot Nadanian (2407) [B40], Moscú 2002 1.e4 c5 2.Cf3 e6 3.d4 cxd4 4.Cxd4 Ac5 5.Cb3 Ab6 6.Cc3 Ce7 7.Ac4 0-0 8.Af4 f5 9.Ad6 fxe4 10.Cxe4 Cf5 11.0-0 Cxd6 12.Cxd6 Cc6 13.De2 Ac7 14.Tad1 Axd6 15.Txd6 Dc7 16.Tfd1 Cd8 17.Ad3 Cf7 18.Dh5 h6 19.Td4 De5 20.Dg6 Cg5 21.f4 De3+ 22.Rh1 Ch3 23.Dh7+ Rf7 24.Ag6+ Rf6 25.T4d2 Cxf4 26.Tf1 b6 27.Te2 Dxe2 28.Txf4+ Rg5 0-1
Wu Shaobin (2475) - Ashot Nadanian (2431) [A52], Singapur 2006 1.d4 Cf6 2.c4 e5 3.dxe5 Cg4 4.Cf3 Ac5 5.e3 Cc6 6.Ae2 Ccxe5 7.Cxe5 Cxe5 8.0-0 0-0 9.b3 Te8 10.Ab2 a5 11.Cc3 Ta6 12.Ce4 Aa7 13.Cg3 Dh4 14.Cf5 Dg5 15.Cd4 Tg6 16.g3 d5 17.cxd5 Ah3 18.Te1 Cg4 19.Cf3 Dxe3 20.Ad4 Dxf2+ 21.Axf2 Axf2+ 22.Rh1 Ab6 23.Db1 Cf2+ 24.Rg1 Tf6 25.b4 a4 26.Cg5 Cg4+ 27.Rh1 Ag2+ 28.Rxg2 Tf2+ 29.Rh3 Txh2+ 30.Rxg4 h5+ 31.Rf4 Ae3+ 0-1